# Hebei
Ne doit pas être confondu avec Hubei.

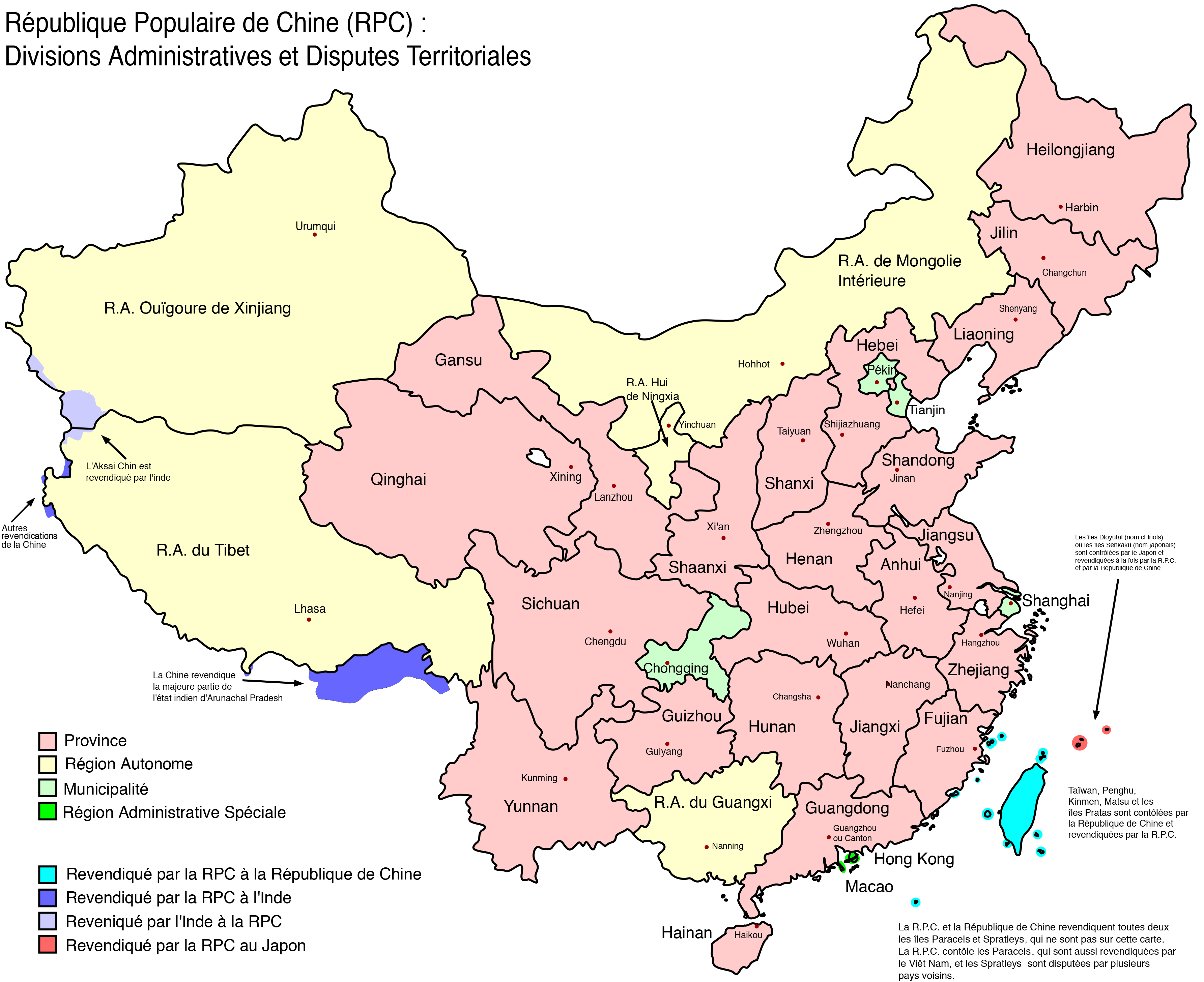
Divisions administratives et disputes territoriales de la république populaire de Chine.

Le Hebei (en chinois : 河北 ; pinyin : Héběi ; litt. « au nord du fleuve Jaune ») est une province située à l'est de la Chine.
Cette province, avec Pékin et Tianjin, est un démembrement de l'ancienne province du Zhili depuis la dynastie Yuan. Sous les Ming, elle portait le nom de Beizhili (en EFEO : Pé-Tché-Li), signifiant « Territoire septentrional sous administration directe [de la Cour impériale] », par opposition au « territoire méridional » (Nanzhili) formé par les provinces actuelles de Jiangsu et d'Anhui du Sud. Quand la dynastie mandchoue Qing prit le pouvoir en 1644, elle supprima la contrepartie méridionale, et le Hebei fut donc simplement désigné Zhili, soit « Territoire sous administration directe ».
Ce n'est qu'en 1928 qu'elle retrouva son administration locale, et prit son nom actuel (déjà brièvement porté sous les Tang), et qui, à l'instar des autres provinces, évoque seulement sa situation géographique.

## Points d'intérêt
- Chengde, (承德 ; pinyin) résidence impériale d'été sous la dynastie Qing (1644-1911)
- Beidaihe (北戴河 ; pinyin) et ses stations balnéaires.

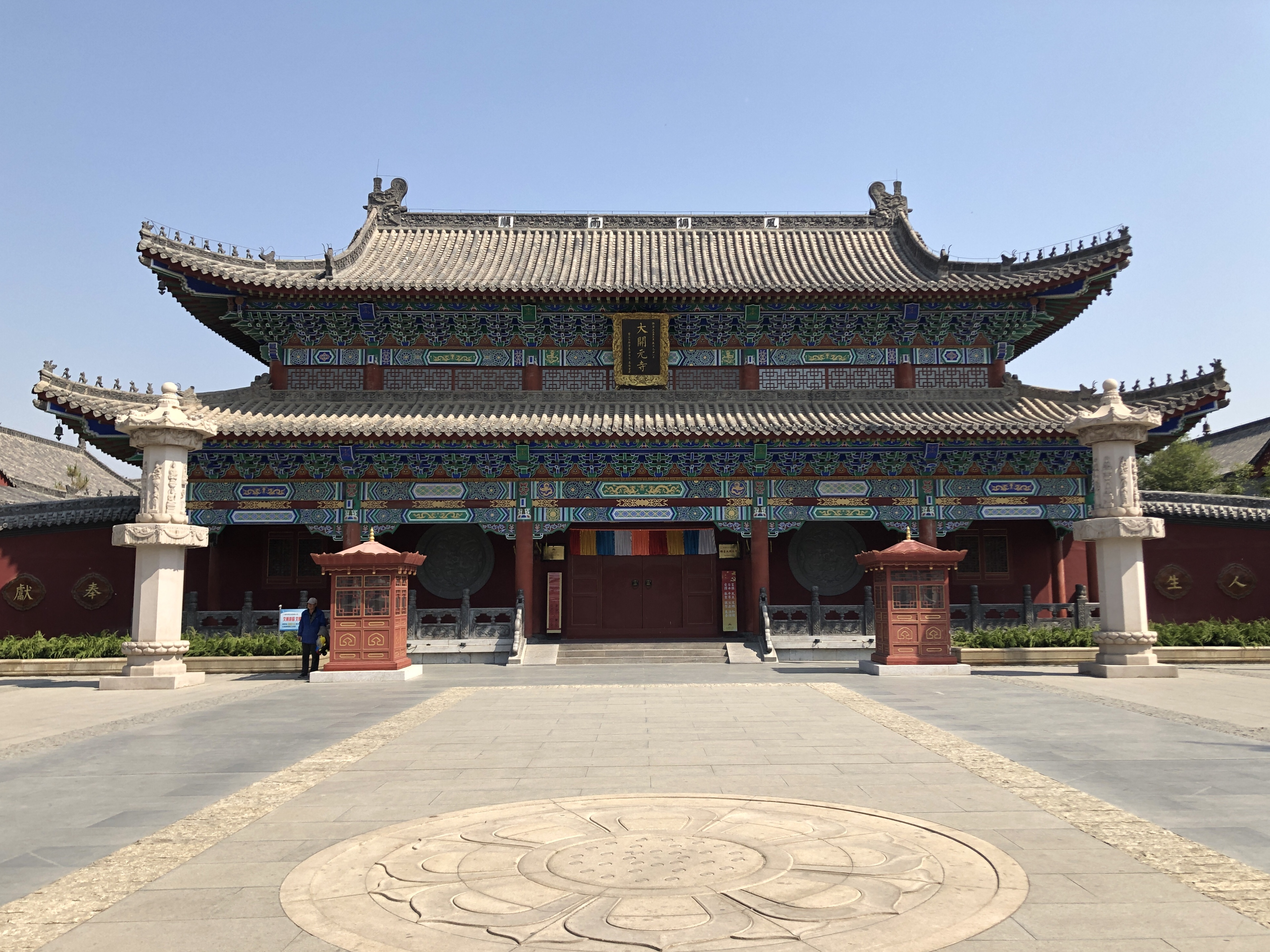
Porte sud du temple Kaiyuan à Xingtai.

## Géographie
La province du Hebei, qui était la plus importante avant 1949, a été amputée en son centre d'une vaste enclave formée par les communautés urbaines de Pékin et Tianjin, qui, avec leurs propres administrations, ont acquis le rang de province. Le Hebei apparaît désormais comme une périphérie supplémentaire de la capitale.
On observe deux paysages physiques : un grand espace de plaines -les Grandes Plaines du Nord-, et des collines dominées par des espaces forestiers.
Un dense réseau de communication parcourt la province et on constate un développement de l'agriculture maraîchère et, au sud, une culture intensive plus industrielle, notamment de blé et de coton. Au nord et au sud du Hebei se trouvent de grandes régions dévolues au secteur agricole : les grandes plaines sont intensivement cultivées (céréales, oléagineux, coton, fruits...).

## Industrie
La présence de charbon en quantité dans la province a incité à l’implantation des industries les plus polluantes depuis les premières années du maoïsme. En 2014 la province est formée d'un tissu industriel important composé de nombreuses mines et d'industries lourdes. Cela en fait une province au développement dynamique. 

## Environnement
La province du Hebei est en 2014 la plus polluée de Chine avec les six villes aux indices PM 2,5 les plus élevés bien au-delà de ceux recommandés par l'OMS. Cette pollution est principalement due à la présence de poussières de charbon.

## Subdivisions administratives
La province de Hebei est divisée en onze structures de niveau préfecture  qui sont toutes de type ville-préfecture. Les onze subdivisions de niveau préfectures sont elles-mêmes subdivisées en 168 structures de niveau districtal : 47 districts, 21 villes-districts, 94 xian et 6  xians autonomes et le district spécial de Liuzhi.
| Subdivisions administratives du Hebei | Subdivisions administratives du Hebei | Subdivisions administratives du Hebei | Subdivisions administratives du Hebei | Subdivisions administratives du Hebei | Subdivisions administratives du Hebei | Subdivisions administratives du Hebei | Subdivisions administratives du Hebei | Subdivisions administratives du Hebei | Subdivisions administratives du Hebei | Subdivisions administratives du Hebei | Subdivisions administratives du Hebei |
| ------------------------------------- | ------------------------------------- | ------------------------------------- | ------------------------------------- | ------------------------------------- | ------------------------------------- | ------------------------------------- | ------------------------------------- | ------------------------------------- | ------------------------------------- | ------------------------------------- | ------------------------------------- |
| District Xian                         |                                       |                                       |                                       |                                       |                                       |                                       |                                       |                                       |                                       |                                       |                                       |
| No.                                   | Code subdivision                      | Préfecture                            | Superficie en km2                     | Population 2010                       | Densité                               | Siège                                 | Subdivisions                          | Subdivisions                          | Subdivisions                          | Subdivisions                          |                                       |
| No.                                   | Code subdivision                      | Préfecture                            | Superficie en km2                     | Population 2010                       | Densité                               | Siège                                 | Districts                             | Xians autonomes                       | Xians                                 | villes-district                       |                                       |
|                                       | 130000                                | Province du Hebei                     | 18 7700                               | 71 854 202                            |                                       | Shijiazhuang                          | 47                                    | 94                                    | 6                                     | 21                                    |                                       |
| 1                                     | 130100                                | Shijiazhuang                          | 15 848                                | 9 547 869                             |                                       | District de Chang'an                  | 8                                     | 11                                    |                                       | 3                                     |                                       |
| 9                                     | 130200                                | Tangshan                              | 14 335                                | 7 577 284                             |                                       | District de Lubei                     | 7                                     | 4                                     |                                       | 3                                     |                                       |
| 8                                     | 130300                                | Qinhuangdao                           | 7 792                                 | 2 987 605                             |                                       | District de Haigang                   | 4                                     | 2                                     | 1                                     |                                       |                                       |
| 5                                     | 130400                                | Handan                                | 12 066                                | 9 174 679                             |                                       | District de Congtai                   | 6                                     | 11                                    |                                       | 1                                     |                                       |
| 10                                    | 130500                                | Xingtai                               | 12 433                                | 7 104 114                             |                                       | District de Qiaodong                  | 2                                     | 15                                    |                                       | 2                                     |                                       |
| 2                                     | 130600                                | Baoding                               | 22 185                                | 10 029 197                            |                                       | District de Xinshi                    | 5                                     | 15                                    |                                       | 4                                     |                                       |
| 11                                    | 130700                                | Zhangjiakou                           | 3 6862                                | 4 345 491                             |                                       | District de Qiaoxi                    | 6                                     | 10                                    |                                       |                                       |                                       |
| 4                                     | 130800                                | Chengde                               | 39 5123                               | 3 473 197                             |                                       | District de Shuangqiao                | 3                                     | 4                                     | 3                                     | 1                                     |                                       |
| 3                                     | 130900                                | Cangzhou                              | 14 305                                | 7 134 053                             |                                       | District de Yunhe                     | 2                                     | 9                                     | 1                                     | 4                                     |                                       |
| 7                                     | 131000                                | Langfang                              | 6 417                                 | 4 358 839                             |                                       | District d'Anci                       | 2                                     | 5                                     | 1                                     | 2                                     |                                       |
| 6                                     | 131100                                | Hengshui                              | 8 8367                                | 4 340 773                             |                                       | District de Taocheng                  | 2                                     | 8                                     |                                       | 1                                     |                                       |

## Hydrographie
- Zone humide : Baiyangdian

## Principales villes
| Agglomération | Désignation en chinois | Population de l'agglomération millions (2017) | Rang (Chine) | Superficie | Densité | Commentaire                                |
| ------------- | ---------------------- | --------------------------------------------- | ------------ | ---------- | ------- | ------------------------------------------ |
| Shijiazhuang  | 石家庄                 | 3,5                                           |              | 648 km²    | 5400    |                                            |
| Tangshan      | 唐山                   | 2,315                                         |              | 363 km²    | 6400    |                                            |
| Handan        | 邯郸                   | 1,91                                          |              | 440 km²    | 4300    |                                            |
| Zhangjiakou   | 张家口                 | 1,33                                          |              | 130 km²    | 10300   |                                            |
| Baoding       | 保定                   | 1,25                                          |              | 389 km²    | 3200    |                                            |
| Qinhuangdao   | 秦皇岛                 | 1,21                                          |              | 440 km²    | 2700    |                                            |
| Chengde       | 承德                   | 0,84                                          |              | 117 km²    | 7200    |                                            |
| Xingtai       | 邢台                   | 0,82                                          |              | 117 km²    | 7000    |                                            |
| Langfang      | 廊坊                   | 0,755                                         |              | 199 km²    | 3800    |                                            |
| Cangzhou      | 沧州                   | 0,61                                          |              | 238 km²    | 9000    |                                            |
| Renqiu        | 任丘                   | 0,605                                         |              | 67 km²     | 3400    | Rattaché à la ville-préfecture de Cangzhou |
| Hengshui      | 衡水                   | 0,565                                         |              | 168 km²    | 3400    |                                            |

## Commerce et industrie
En 2010, le Groupe Carrefour a acquis 51 % de Baolongcang, une chaine de 11 hypermarchés installée dans la région[réf. nécessaire].

## Transport
- Gare de Xiong'an, la plus grande gare d'Asie.

## Naissance à Hebei
- Hu Zhiyu (1227-1293), un poète chinois
- Hua Jin (1976-), artiste sino-canadienne.
- Tian Xiuchen (1917-1984), pratiquant de taichi chuan